# Имамат (доктрина)
Имама́т — один из столпов шиитского ислама, институт верховного руководства мусульманской общиной, в котором сочетаются светская и духовная власть.

## Имаматы

### Шиитскиеимаматы
| Название                               | Столица        | Годы        | Территория | Предшествующие государства | Последующие государства       | Имамы    |
| -------------------------------------- | -------------- | ----------- | ---------- | -------------------------- | ----------------------------- | -------- |
| Низаритское исмаилитское государство   | Аламут, Масьяф | 1090 — 1273 |            | Зияриды                    | Монгольская империя           | Фатимиды |
| Йеменское государство Заиди            | Сана           | 1597 — 1849 |            | Тахиридский султанат       | Османская империя             | Рассиды  |
| Йеменское Мутаваккилийское королевство | Сана, Таиз     | 1918 — 1962 |            | Османская империя          | Йеменская Арабская Республика | Рассиды  |

### Хариджитскиеимаматы
| Название          | Столица | Годы       | Территория | Предшествующие государства | Последующие государства | Имамы             |
| ----------------- | ------- | ---------- | ---------- | -------------------------- | ----------------------- | ----------------- |
| Имамат Оман       | Назва   | 751 — 1970 |            | Омейядский халифат         | Султанат Оман и Маскат  | Выборная монархия |
| Имамат Рустамидов | Тиарет  | 767 — 909  |            | Аббасидский халифат        | Государство Тулунидов   | Рустамиды         |

### Сунитскиеимаматы
| Название                | Столица   | Годы              | Территория | Предшествующие государства | Последующие государства     | Имамы                                                  |
| ----------------------- | --------- | ----------------- | ---------- | -------------------------- | --------------------------- | ------------------------------------------------------ |
| Имамат Аджуран          | Калаф     | XV век — XVII век |            | Султанат Могадишо          | Султанат Геледи             | Гарен                                                  |
| Имамат Фута-Джаллон     | Тимбо     | 1725 — 1896       |            | Каабу                      | Французская Западная Африка | Выборная монархия                                      |
| Фута Торо               | Орефонде  | 1776 — 1859       |            | Царство Фуло               | Тиджания Омара ал-Хаджа     | Выборная монархия                                      |
| Имамат Аусса            | Асайита   | 1577–1734         |            | Султанат Адаль             | Султанат Аусса              | Модайто                                                |
| Муаммаридский Имамат    | Эд-Диръия | 1818 — 1820       |            | Дирийский эмират           | Эмират Неджд                | Мохаммед бин Мишари Аль-Муаммар                        |
| Тиджания Омара ал-Хаджа | Сегу      | 1852 — 1893       |            | Халифат Хамдуллахи         | Вассулу                     | Эль-Хадж Омар (1852-1864), Ахмаду Секу Тол (1864-1893) |

### Махдистскийимамат
| Махдистский Судан | Эль-Обейд | 1881—1898 |  | Египетский хедиват | Англо-Египетский Судан | Абдуллах ибн Мухаммад ат-Таиша |

### Суфийскиеимаматы (сунитские терикаты)
| Название                 | Столица       | Годы        | Территория | Предшествующие государства | Последующие государства | Имамы                                                                 |
| ------------------------ | ------------- | ----------- | ---------- | -------------------------- | ----------------------- | --------------------------------------------------------------------- |
| Северо-Кавказский имамат | Дарго, Ведено | 1828 — 1859 |            |                            | Российская империя      | Гази-Мухаммад (1828—1832), Гамзат-бек (1833—1834), Шамиль (1834—1859) |
| Государство дервишей     | Талех         | 1897 — 1920 |            | Британское Сомали          | Британский Сомалиленд   | Саид Мохаммед Абдилле Хасан                                           |